# Yonhap
Yonhap es la principal agencia de noticias de Corea del Sur. Es una empresa financiada por fondos públicos, con sede en Seúl. Yonhap provee artículos de noticias, imágenes y otras informaciones de periódicos, cadenas de televisión y otros medios de comunicación en Corea del Sur.

## Historia
Yonhap (que significa «unido» en coreano) fue fundada el 19 de diciembre de 1980, a través de la fusión de la Agencia de Noticias Hapdong y Orient Press. Mantiene varios acuerdos con 78 agencias de noticias extranjeras, y tiene también un acuerdo de servicios de intercambio con la norcoreana Agencia Telegráfica Central de Corea (KCNA), firmado en 2002. Es el único servicio coreano que trabaja con agencias de noticias extranjeras, y proporciona una selección de noticias gratuita a través de su sitio web en coreano, inglés, chino, japonés, español, árabe y francés.
La Yonhap fue la agencia de noticias anfitriona de los Juegos Olímpicos de Seúl 1988, y fue elegida dos veces para el consejo de la Organización de Agencias de Noticias de Asia y Pacífico (OANA).
Cuenta con más de 60 corresponsales en el exterior y alrededor de 580 reporteros en todo el país, siendo la mayor agencia de noticias de Corea del Sur. Su mayor accionista es la Korea News Agency Commission (KONAC).